# Sypilus orbignyi
Sypilus orbignyi is een keversoort uit de familie Vesperidae. De wetenschappelijke naam van de soort werd voor het eerst geldig gepubliceerd in 1840 door Félix Édouard Guérin-Méneville.